# Yuri Trofímov
Yuri Trofímov (Udmurtia, 26 de enero de 1984) es un ciclista ruso.

## Biografía
Tras despuntar en el calendario amateur, venciendo en dos ocasiones la París-Troyes, pasó al profesionalismo con el conjuntó Bouygues Telecom, en la temporada 2008. Pronto logró buenos resultados, resultando ganador de la 3.ª etapa y la general final de la Estrella de Bessèges; y logrando puestos destacados en la Vuelta a la Comunidad Valenciana y Critérium Internacional. Finalmente en su primer año como profesional destacó la victoria de etapa lograda en la Dauphiné Libéré, donde acabó en 12.ª posición en la general final.
En la temporada 2009 siguió ligado al mismo equipo francés, logrando al comienzo de temporada más puestos destacados, como las terceras plazas en el Gran Premio de Apertura y en la Estrella de Bessèges, y el noveno puesto en la París-Niza. Su primera victoria de la temporada llegaría en la Vuelta al País Vasco, tras batir a su compañero de escapada Rein Taaramäe.

## Palmarés
| 2006 - París-Troyes 2007 - La Roue Tourangelle - París-Troyes - 1 etapa de los Tres días de Vaucluse - 3.º en el Campeonato de Rusia en Ruta 2008 - Estrella de Bessèges, más 1 etapa - 1 etapa del Critérium del Dauphiné 2009 - 1 etapa de la Vuelta al País Vasco - 2.º en el Campeonato de Rusia en Ruta | 2011 - 3.º en el Campeonato de Rusia en Ruta 2014 - 1 etapa del Critérium del Dauphiné 2015 - Campeonato de Rusia en Ruta 2017 - Cinco Anillos de Moscú, más 1 etapa |

## Resultados en Grandes Vueltas y Campeonatos del Mundo
| Carrera         | Carrera         | 2005 | 2006 | 2007 | 2008 | 2009 | 2010 | 2011  | 2012 | 2013 | 2014 | 2015 | 2016 | 2017 | 2018 |
| --------------- | --------------- | ---- | ---- | ---- | ---- | ---- | ---- | ----- | ---- | ---- | ---- | ---- | ---- | ---- | ---- |
|                 | Giro de Italia  | —    | —    | —    | —    | —    | 28.º | —     | —    | 13.º | —    | 10.º | —    | —    | —    |
|                 | Tour de Francia | —    | —    | —    | Ab.  | 47.º | —    | 30.º  | 51.º | 51.º | 14.º | —    | —    | —    | —    |
|                 | Vuelta a España | —    | —    | —    | —    | —    | —    | 124.º | —    | —    | 72.º | —    | 35.º | —    | —    |
| Mundial en Ruta | Mundial en Ruta | —    | —    | —    | —    | —    | Ab.  | —     | 40.º | 24.º | 35.º | —    | —    | —    | —    |

—: no participa

Ab.: abandono

## Equipos
- Moscow (2005-2007)
  - Omnibike Dynamo Moscow (2005-2006)
  - Moscow Stars (2007)
- Bouygues Telecom (2008-2010)
  - Bouygues Télécom (2008)
  - Bbox Bouygues Télécom (2009-2010)
- Katusha (2011-2015)
- Tinkoff (2016)
- Caja Rural-Seguros RGA (2017)
- RP-Boavista[1] (2018)